# Wolfurt (Adelsgeschlecht)

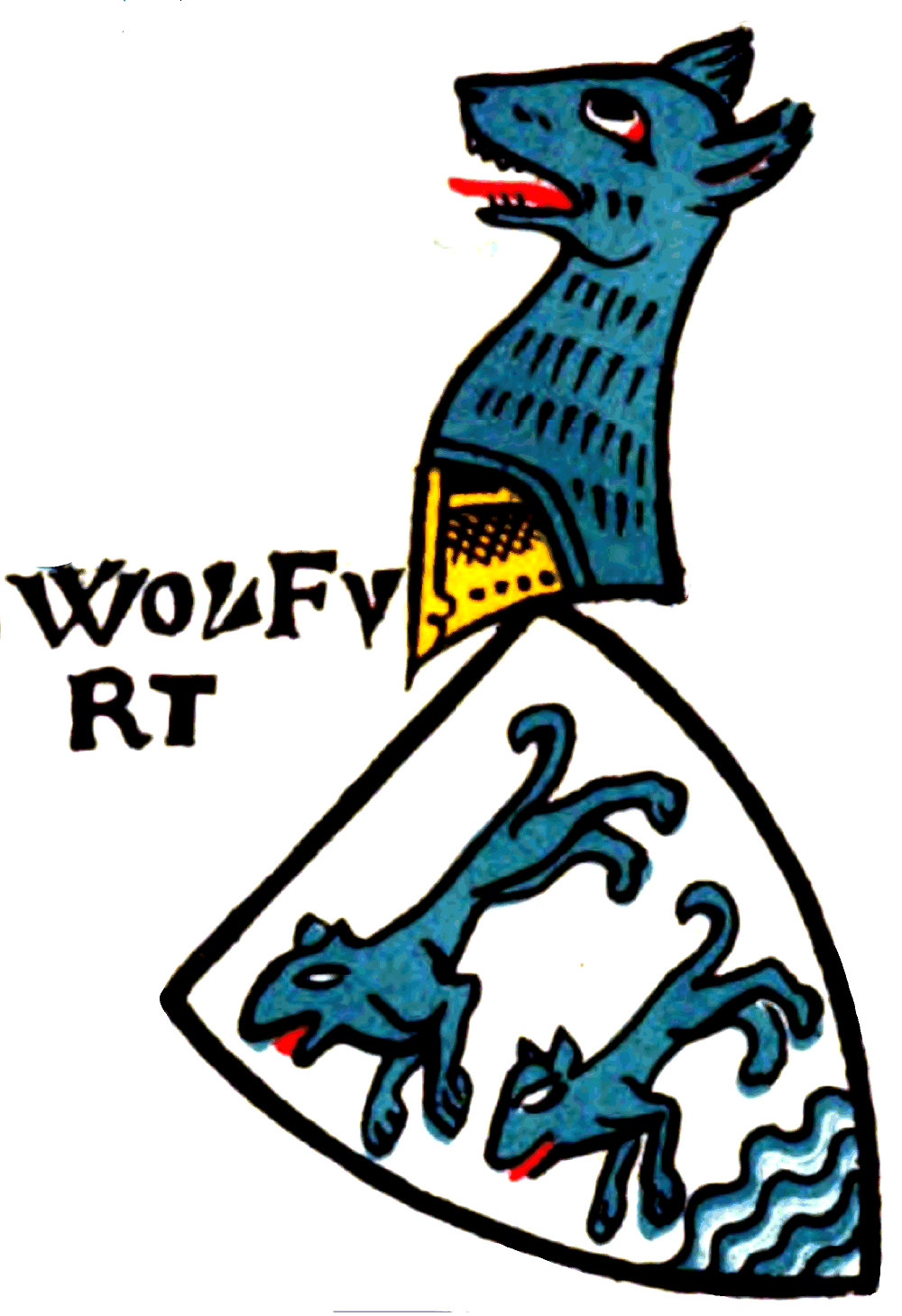
Wappen der Herren von Wolfurt in der Zürcher Wappenrolle, ca. 1340

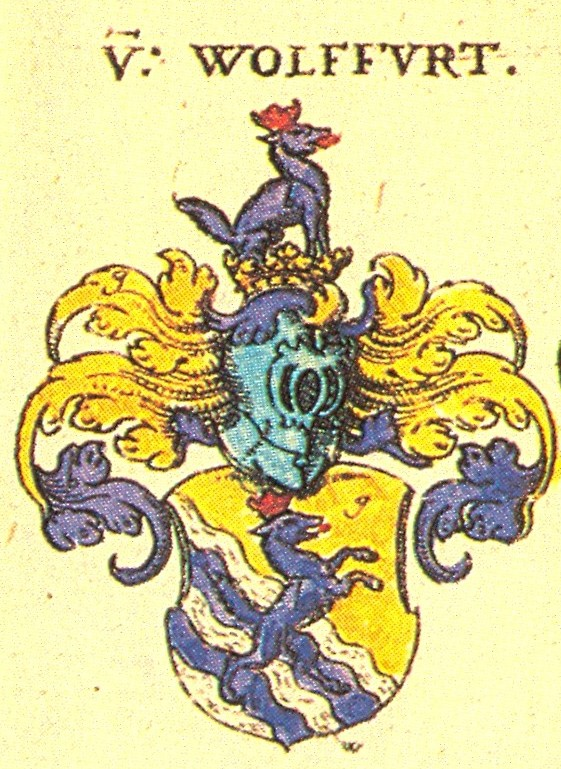
Wappen der Herren von Wolfurt in Siebmachers Wappenbuch

Die Herren von Wolfurt oder Wolffurt waren ein Adels- und Rittergeschlecht, das vom 13. bis ins 15. Jahrhundert Einfluss im Südschwarzwald in Vorarlberg und in der Schweiz hatte, ihr Stammsitz war die Burg Wolffurt.

## Geschichte
Das Geschlecht taucht erstmals um 1226 auf. Nach einer Überlieferung soll im 13. Jahrhundert die Familie McDewx the Wolf in ihrer Heimat verfolgt worden sein, und aus Schottland nach Italien und Deutschland ausgewandert sein, wo der Name in Wolfesford und dann in Wolfurt überging.
Im 13. Jahrhundert scheinen die Herren von Wolfurt urkundlich als Besitzer der Burg Gießen in Kressbronn am Bodensee auf.
Von Ritter Konrad stammt der bekannte Wolfurter Kelch, den er dem Kloster Pfäfers im Kanton St. Gallen im 13. Jahrhundert stiftete.

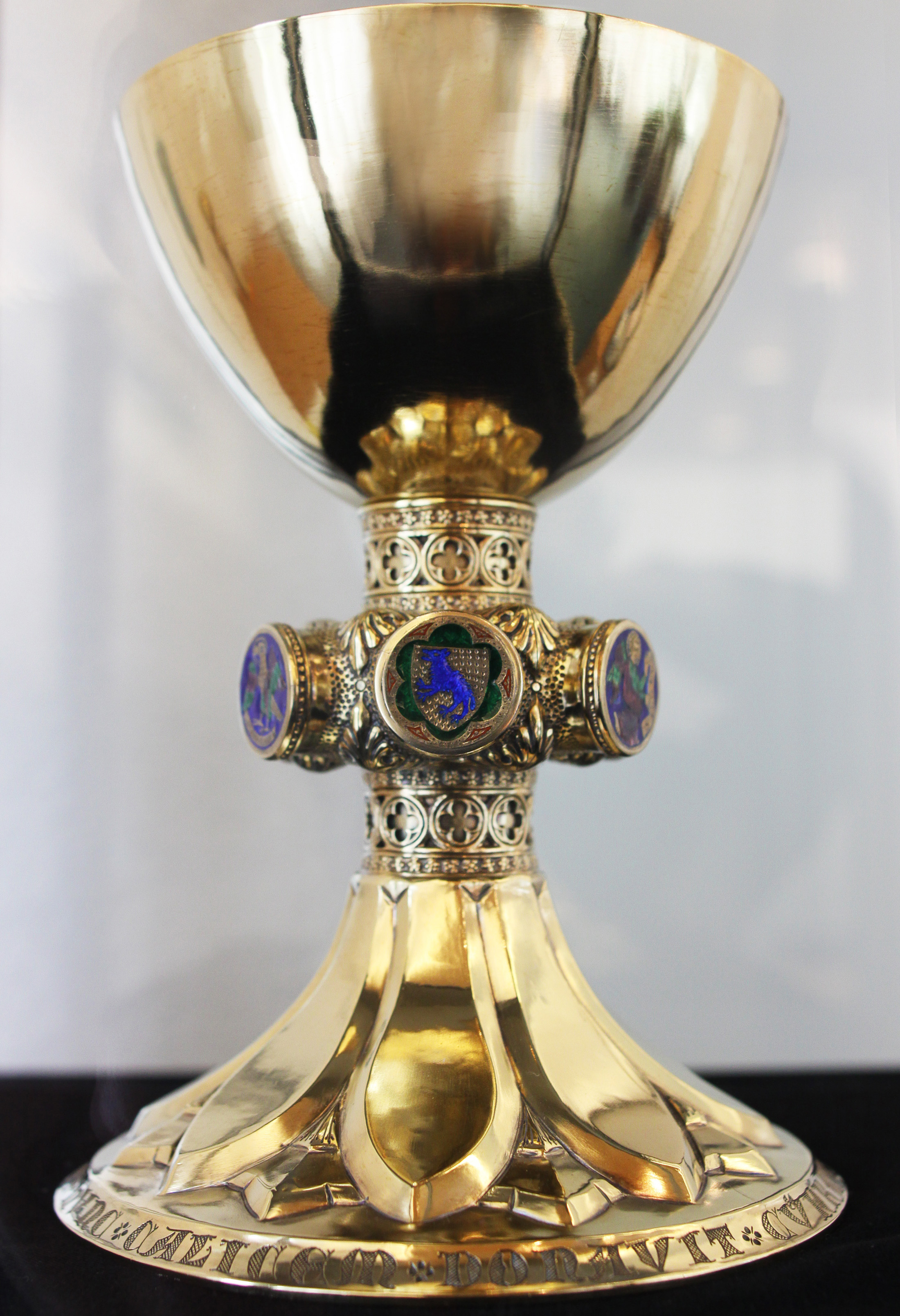
Kopie des Wolfurter Kelches nach dem Original von 1364

## Äbte in Kloster Pfäfers
Drei Angehörige der Wolfurter wurden Äbte der bedeutenden Abtei Pfäffers:
- Konrad von Wolfurt
- Eglof von Wolfurt
- Burkard von Wolfurt

## Söldnerführer und Ritter
Die Brüder Konrad und Ulrich von Wolfurt zogen als Condottieri mit ungarischen Söldnerheeren nach Italien. Sie wurden dort 1349 zu Statthaltern von Neapel und Apulien und ließen sich später auch in Ungarn nieder, wo sie über fünf Grafschaften regierten.
Auf die Grafen von Montfort waren die Herren zu Wolfurt nicht gut zu sprechen. Sie pflegten viel lieber Kontakte mit St. Gallen, Lindau oder anderen Klöstern außerhalb des montfortischen Einflussbereichs.

## Nennungen in Urkunden (Auswahl)
- Anastasia von Wolfurt heiratet Erhard von Falkenstein, damit kam die Herrschaft über Bonndorf im Schwarzwald als Heiratsgut an dieses Geschlecht.
- Ritter Heinrich von Blumegg verkauft 1366 Burg Tannegg mit Leuten und Zugehör an Egolf von Wolfurt. Noch besaßen die Wolfurter nicht alle Rechte an Tannegg, so überschrieb Diethelm von Tannegg dem Wolf von Wolfurt eine Schuldversicherung über 300 Gulden aus. Die Herren von Wolffurt verkauften Burg Tannegg später an Hans von Rechberg.
- 1403 erwarben sie Güter in Birkendorf und wohnten auf der Burg Birkendorf.
- 1418 und 1429 förderten sie durch Stiftungen auch das Paulinerkloster Grünwald[1]
- Rudolf von Wolfurt war der letzte seines Stammes im Schwarzwald, er verpfändete sein von Österreich erhaltenes Lehenrecht über die Stadt Bräunlingen um 1500 an das Haus Fürstenberg.

Um 1530 starb auch das Geschlecht der Herren von Wolfurt im Rheintal aus.

## Schloss Wolfurt

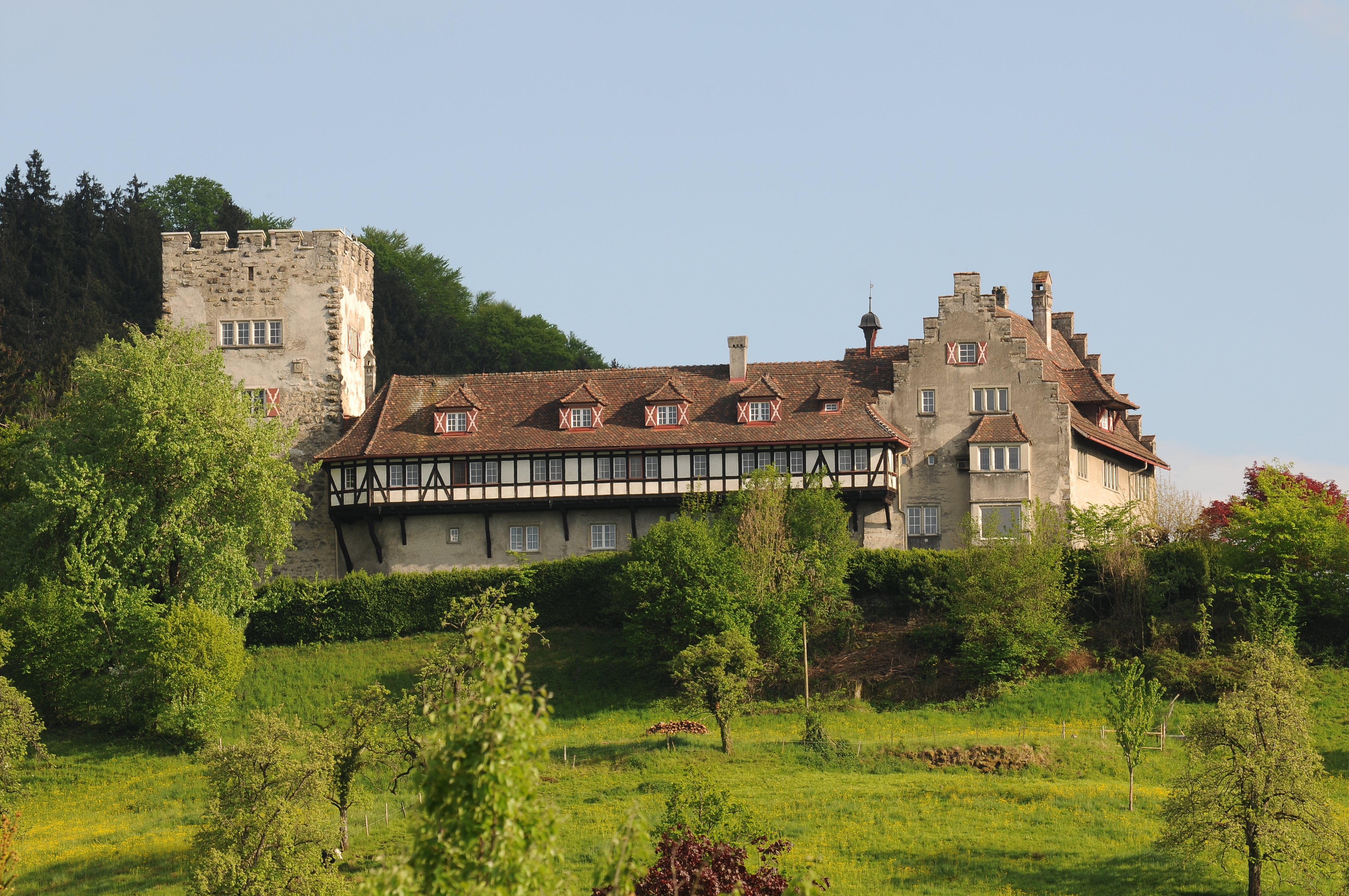
Schloss Wolfurt, bei Wolfurt

Die Burg Wolfurt kam nach den Herren von Wolfurt als österreichisches Lehen an eine Familie aus Bregenz.
1530 kaufte Abt Kilian Germann (* um 1485; † 30. August 1530; Abt im Kloster St. Gallen, 1529–1530) das Schloss Wolfurt bei Bregenz und flüchtete von St. Gallen hierher. Nach ihm bewohnte Abt Diethelm Blarer das Schloss.
Das Schloss Wolfurt wurde 1939 durch einen Brand zerstört und neu aufgebaut. 1936 hatte der Fabrikant Fritz Schindler das Schloss Wolfurt erworben, in das er 1950 von der Villa Grünau in Kennelbach übersiedelte.
Es gilt heute mit seinen wuchtigen Mauern als Wahrzeichen von Wolfurt. Seit 2018 befindet sich das Schloss im Besitz der Gemeinde Wolfurt.